# КВН: свидетельство о рождении
«КВН: свидетельство о рождении» — российский документальный фильм Инны Ткаченко о создании и об авторах-создателях Клуба весёлых и находчивых.
Фильм «КВН: свидетельство о рождении» — рассказ о создании, первых годах жизни и авторах КВН — его «отцах»: Сергее Муратове, Альберте Аксельроде и Михаиле Яковлеве.
Премьера во Франции состоялась 4 декабря 2017 года.
Премьера в России состоялась 9 декабря 2017 года.
Фильм был выдвинут на соискание ежегодной национальной Премии в области неигрового кино и телевидения «Лавр», и вошел в восьмерку победителей первого тура в категории «Лучший телевизионный фильм».

## Премьера фильма
Премьера во Франции состоялась 4 декабря 2017 года, на VII фестивале «Вечера российского кино в Бордо»
В Бордо картину «КВН: свидетельство о рождении» представляла жена Сергея Муратова — Марина Борисовна Топаз, ставшая одним из участников фильма, а также выступившая в роли его редактора.
Премьера в России состоялась 9 декабря 2017 года в рамках программы «Спецпоказы» международного фестиваля «Артдокфест».
Премьерный показ в кинотеатре «КАРО 11 Октябрь» собрал в зале КВНщиков разных поколений. Среди гостей были: Виктор Васильев (Сборная Санкт-Петербурга), Тимофей Куц (Сборная Санкт-Петербурга), Елёна Борщева (Сборная Пятигорска), Ашот Кещян (Сборная РУДН), Павел Кабанов (МАГМА), Михаил Щедринский (капитан ЛФЭИ), Юрий Сычев («Одесские джентльмены»), Алексей Гусев (Сборная МГУ) и многие другие.
Также премьеру посетили и участники фильма: Александр Филиппенко с семьей, Аркадий Инин.

## Участники фильма
- Александр Филиппенко — актёр |театра и кино, Народный артист Российской Федерации, участник команды КВН МФТИ (чемпионы сезона 1962—1963).
- Аркадий Инин — писатель, драматург, сценарист, участник команды КВН ХПИ (1966—1969), один из авторов команда «Парни из Баку» (чемпионы сезона 1992).
- Юлия Рутберг — актриса театра и кино, народная артистка России. Семья Рутбергов и семья Аксельродов были соседями, а отец Юлии — актёр Илья Рутберг — был близким другом Альберта Аксельрода и его коллегой по театру «Наш Дом».
- Андрей Меньшиков — поэт, драматург, сценарист, Заслуженный деятель искусств Российской Федерации. Капитан команды КВН МИСИ (1960-е гг). Инициатор и руководитель возрождения КВН в 1986 году.
- Елена Гальперина — главный редактор Молодежной редакции Центрального телевидения (1961—1964), инициатор создания на Центральном телевидении КВН.
- Иосиф Рабинович — писатель, участник команды КВН МФТИ (чемпионы сезона 1962—1963).
- Марина Топаз — художник, редактор фильма, жена Сергея Муратова.
- Наталья Аксельрод — жена Альберта Аксельрода.
- Владимир Ценципер — коллега Михаила Яковлева.
- Матушка Ксения — студентка Сергея Муратова (на факультете журналистики МГУ).